# Janusz Małłek
Janusz Marcin Michał Małłek (ur. 24 maja 1937 w Działdowie) – polski historyk, specjalizujący się w historii powszechnej i Polski od XVI do XVIII wieku.

## Życiorys
Pochodzi z Mazur. W latach 1944–1945 uczęszczał do szkoły podstawowej w Radości, a następnie w Pasymiu. Szkołę podstawową ukończył w 1951 w Olsztynie. Maturę uzyskał kilka lat później w Liceum Pedagogicznym w Mrągowie. W 1960 ukończył studia historyczne na Uniwersytecie Mikołaja Kopernika w Toruniu. Rozprawę doktorską Ustawa o rządzie (Regimentsnottel) Prus Książęcych z r. 1542 obronił w 1965. W 1961 podjął pracę jako asystent na UMK. Na podstawie opublikowanej w 1976 pracy Prusy Książęce a Prusy Królewskie w latach 1525–1548: studium z dziejów polskiej polityki księcia Albrechta Hohenzollerna, uzyskał stopień doktora habilitowanego. W 1988 uzyskał tytuł profesora nauk humanistycznych.
W latach 1993–1999 pełnił funkcję dziekana Wydziału Nauk Historycznych UMK, a od 1999 do 2002 był prorektorem uczelni. W 2008 przeszedł na emeryturę. Wykładał potem jeszcze przez kilka lat (do 2018) w Katedrze Socjologii w Wyższej Szkole Informatyki i Ekonomii TWP w Olsztynie.
Zasiada w komisji rewizyjnej Towarzystwa Naukowego w Toruniu. Jest członkiem krajowym korespondentem Wydziału Historyczno-Filozoficznego Polskiej Akademii Umiejętności (od 1996), członkiem czynnym PAU (od 20 czerwca 2009), a także członkiem Towarzystwa Naukowego im. Wojciecha Kętrzyńskiego.

## Odznaczenia i nagrody
Odznaczony Złotym Krzyżem Zasługi. W 2004 otrzymał Medal Komisji Edukacji Narodowej, Medal „Za zasługi położone dla rozwoju Uczelni” przyznany przez Senat UMK, a także Krzyż Kawalerski Orderu Odrodzenia Polski. W 2007 otrzymał nagrodę im. ks. Leopolda Otto. 17 września 2009 odebrał tytuł doktora honoris causa na Uniwersytecie Warmińsko-Mazurskim w Olsztynie.

## Życie prywatne
Syn Karola Małłka. Żonaty z dr Ewą Małłek z domu Tybor (ur. 1943), ma córkę dr Małgorzatę Małłek-Grabowską (ur. 1980). Związany z Parafią Ewangelicko-Augsburską w Toruniu.

## Wybrane publikacje
- Ustawa o rządzie (Regimentsnottel) Prus Książęcych z roku 1542: studium z dziejów przemian społecznych i politycznych w lennie pruskim (1967)
- Prusy Książęce a Prusy Królewskie w latach 1525–1548. Studium z dziejów polskiej polityki księcia Albrechta Hohenzollerna (1976)
- Dwie części Prus: studia z dziejów Prus Książęcych i Prus Królewskich w XVI i XVII wieku (1987, ISBN 83-7002-302-9)
- Preussen und Polen: Politik, Stände, Kirche und Kultur vom 16. bis 18. Jahrhundert (1992, ISBN 3-515-05943-1)
- Moje Prusy, moje Mazury (2009, ISBN 978-83-928024-3-3)
- Historia Norwegii (do roku 1814) (2019, ISBN 978-83-231-4118-1, ISBN 978-83-231-4117-4)